# 高雄市公車橘11路
高雄市公車橘11路，由高雄客運營運。起點站為高雄客運林園站，終點站為建軍站（捷運衛武營站）。

## 歷史
- 原公路客運8002 林園－高雄路線移撥轉為市區公車[3]，編號改為橘11，里程計費改成段次收費，於2015年3月15日起行駛。[4][5]
- 2015年4月15日起收費方式改為二段收費。[6]
- 2016年2月16日起，因應國際油價下跌，配合高雄市政府交通局「潛力公車路線加密班次計畫」第二波，加密班次。[7]

## 停站
參見右側路線圖